# Ab irato
Ab irato cioè "da chi è in preda all'ira". Si dice riguardo ad atti e decisioni (ma non solo) presi non lucidamente, ma solo perché si è sotto l'effetto dell'ira.